# Matthias von Edessa
Matthias von Edessa (armenisch Մատթէոս Ուռհայեցի, Matevos Urhayetsi; * um 1070; † nicht vor 1137) war ein armenischer Geschichtsschreiber und ein armenisch-apostolischer Mönch aus Edessa (griechisch; syrisch: Urhay, heute Şanlıurfa im Südosten der Türkei). Er ist als Verfasser der „Chronik des Matthias von Edessa“ (armenisch Zhamanakagrut‘iwn) bekannt, die in der ersten Hälfte des 12. Jahrhunderts entstand und in drei Teilen die Zeit von 952 bis 1128/1129 sowie in einer Fortsetzung durch Priester Gregor die Zeit bis 1162/1163 schildert.
Die streng linear erzählte Chronik anstelle einer literarischen Historiographie ist das früheste bekannte, auf Armenisch verfasste Beispiel dieser Form. Die Chronik steht am Anfang einer Entwicklung der armenischen Geschichtsschreibung, in der ab dem 12. Jahrhundert die früheren literarischen und mitunter lyrischen Erzählungen durch schlichte Annalen ersetzt werden. Als Vorbild diente Matthias vermutlich die verschwundene Chronik des gelehrten Mönchs Hakob Sanahneci († 1085 in Edessa). Außer dem Vorwurf mangelnder Bildung seines Autors wird dem Werk von manchen Historikern die fehlende sprachliche Qualität vorgeworfen. Davon unabhängig ist die Bedeutung des in mindestens 42 Handschriften überlieferten Werkes als Geschichtsquelle. Seine Gliederung basiert auf der biblischen Prophezeiung in der Offenbarung des Johannes, die als historisch in Erfüllung gegangen dargestellt wird, wonach die Christenheit in Sünde verfällt, von Gott dafür bestraft und am Ende aller Tage erlöst wird.

## Biografie
Matthias lebte in Edessa in einer überwiegend von syrischen und armenischen Christen bewohnten Stadt. Sein Beiname Urhayetsi („aus Edessa“) macht nicht klar, ob er in dieser Stadt geboren wurde oder nur längere Zeit dort lebte. Der Name des Klosters, dem er angehörte, ist ebenfalls unbekannt. Irgendwann scheint er nach Kesun (heute Çakırhüyük im Landkreis Besni) umgezogen zu sein. Matthias hatte nach seinem eigenen Zeugnis keine höhere Erziehung genossen und schrieb in der ihm vertrauten Umgangssprache. Matthias war der Vorsteher eines Klosters in Edessa, ohne als Wardapet bezeichnet zu werden. Die Chronik verfasste er von 1101 bis in die 1130er Jahre kurz vor seinem Tod. In dieser Zeit war Edessa das Zentrum eines von den Kreuzfahrern („Franken“) gegründeten Fürstentums. Die Armenier in Edessa lebten als Minderheit in einer syrischen Umgebung. Die Kämpfe zwischen Byzantinern, türkischen Seldschuken und Franken, die Matthias um sich herum erlebte, kommen in regelmäßigen Abständen in seinem Werk vor. Vermutlich starb er 1137 oder 1138. Die einzige Quelle für diese biografischen Informationen sind zwei Einschübe in der Chronik nach den Jahreszahlen 1051 und 1101.

## Chronik

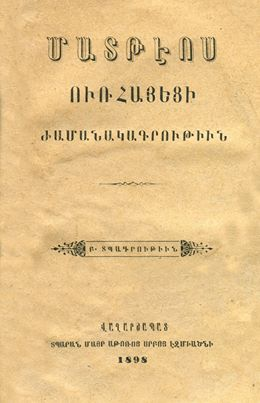
Titelblatt der armenischen Standardausgabe von 1898

Herausgeber haben das einen Zeitraum von 180 Jahren umfassende Werk in drei Teile gegliedert. Das erste Kapitel umfasst die Zeit von 952 bis 1052, das zweite Kapitel beschreibt nach einer persönlichen Vorrede des Autors die folgenden Jahre bis 1102 und das dritte Kapitel, das ebenfalls mit einer Einführung beginnt, endet 1129. Jedes Kapitel umfasst nur die halbe Zeitspanne des vorhergegangenen, um in der dramatischen Konzentration die zunehmende Bedrohung der Armenier zum Ausdruck zu bringen. Der Autor schrieb das erste Kapitel 1102–1110, das zweite 1110–1125 und schloss das dritte vermutlich im Jahr 1136 ab. Aus den kurzen Einführungen lassen sich die einzigen Hinweise zu Matthias’ Arbeitsweise und zu seiner Biografie entnehmen. Nach seinem Tod führte der in Kesun, etwa 140 Kilometer nordwestlich, lebende Priester Gregor das Werk für die Jahre 1136 bis 1162 fort, wobei Gregor nicht ganz so streng chronologisch vorging. Über das Verhältnis der beiden Geistlichen zueinander werden keine Angaben gemacht.
Der breite, weit über das mittelalterliche Armenien hinausreichende Horizont des Matthias hat seine Chronik zu einer wertvollen Quelle für den gesamten Südkaukasus, Syrien und Mesopotamien gemacht. Die in der Chronik enthaltenen Angaben, etwa zum Ersten Kreuzzug können laut Tara Andrews jedoch nicht wörtlich als diejenigen eines neutralen Beobachters den Berichten der beteiligten Parteien gegenübergestellt, sondern müssen mit dem Verständnis des armenischen Blickwinkels entsprechend interpretiert werden, um von praktischem Nutzen zu sein. Dies gilt auch für die Ansichten zu anderen Themen, die Matthias äußert. Wo die armenische Erzähltradition nicht miteinbezogen worden ist, haben Historiker wie Steven Runciman Matthias eine einseitige Bewertung verbunden mit einem Hass gegenüber den Byzantinern attestiert und seine zum Ausdruck gebrachte Abneigung gegen den byzantinisch-orthodoxen Glauben beklagt. Tatsächlich treffen erzählerisch hinterhältige Byzantiner, teuflische Türken und heldenhafte armenische Heerführer aufeinander. Dass sich der Mönch Matthias als ungebildet ausgibt, sollte als ein zur damaligen Zeit gängiger Topos gewertet werden.
Dem gesamten Werk liegt der Glaube an die biblische Prophezeiung von den verlorenen Kindern zugrunde, die für ihre Abirrungen bestraft und schließlich durch die Gnade Gottes erlöst werden. Die Geschichte der Armenier wird nach armenischer Tradition in diesen Schicksalszusammenhang gestellt. In der Einführung zum dritten Kapitel erwähnt Matthias die in der Bibel begründete Erzählung vom auserwählten Volk, das für sein Leiden am Ende mit dem Paradies belohnt wird. Matthias setzt damit die seit Koriun in den 440er Jahren in dessen hagiographischem Werk „Leben des Maschtoz“ (Varkʿ Maštocʿi) auf das armenische Volk gemünzte christliche Tradition fort. Das historische Schicksal, welches dem dargestellten Zeitrahmen der Chronik vorausgeht, war die arabische Eroberung der armenischen Gebiete im 7. Jahrhundert, die vor Matthias bereits in der zweiten Hälfte des 7. Jahrhunderts der Sebeos genannte Geschichtsschreiber mit dem sündigen Leben der Christen insgesamt erklärte, weshalb ihnen das Heilige Land abhandengekommen sei. Die versprochene Befreiung vom arabischen Joch geschah 884 mit der Krönung Aschots I. zum armenischen König. Eine im 10. Jahrhundert übliche, mit den biblischen Anfängen des armenischen Volkes beginnende Geschichtsschreibung folgt dem Vorbild der „Geschichte Armeniens“, die einem Moses von Choren genannten Historiker zugeschrieben wird. Gemäß der armenischen Tradition lebte Moses im 5. Jahrhundert, nach Einschätzung unabhängiger Historiker wurde seine „Geschichte Armeniens“ jedoch im 8./9. Jahrhundert kompiliert. Als 1045 das armenische Königreich von Ani vom Byzantinischen Reich einverleibt und wenig später durch die Seldschuken erobert wurde, griff der Historiker Aristakes Lastivertsi (1002–1080) die alte Erzähltradition wieder auf und führte die neuerliche Unterdrückung auf die Sünden des armenischen Volkes zurück.
Nach diesem Muster ist die von Matthias verfasste Chronik in drei Kapitel unterteilt: Kapitel 1 behandelt die Zeit der unabhängigen armenischen Königreiche, gefolgt von Kapitel 2, welches den prophetisch vorhergesagten Verlust der Unabhängigkeit und die Einflussnahme der Byzantiner auf die Religion beinhaltet, um den armenischen Christen die Lehre des Konzils von Chalkedon aufzuzwingen. Hinzu kommt die Eroberung von Ani durch die Seldschuken 1064 und die Niederlage des Byzantinischen Reichs in der Schlacht bei Manzikert 1071, die eine 50-jährige persische Vorherrschaft brachte. Dieses Kapitel endet kurz nach der Ankunft der ersten Kreuzzügler 1096 im Jahr 1098, als Balduin I. (reg. 1100–1118) in Edessa eine Grafschaft der Kreuzfahrer ausgerufen hatte. Geografisch behandeln die beiden ersten Kapitel die armenischen Regionen im Südkaukasus und um den Vansee, erst das dritte Kapitel nimmt Edessa selbst in den Fokus.
Kapitel 1 und 2 beginnen mit einer dem Wardapet Hovhannes Kozern gewidmeten und vermutlich von ihm verfassten Prophezeiung; die erste datiert 1029, die zweite 1036. Sie geben den Kern des in der Chronik ausgebreiteten Geschichtsbildes im besprochenen Zeitrahmen wieder. Über Hovhannes Kozern, auch Hovhannes Taronetsi, ist kaum etwas bekannt. Aristakes Lastivertsi hält ihn für einen der führenden Gelehrten in den ersten beiden Jahrzehnten des 11. Jahrhunderts während der Herrschaft des Bagratiden Gagik I. (reg. 989–1020). Er soll eine zweibändige Geschichte über die armenischen Bagratiden verfasst haben. Bei der ersten Prophezeiung erklärt Hovhannes auf Bitten von König Hovhannes und der Adligen eine eben beobachtete Sonnenfinsternis als Zeichen für die vor tausend Jahren vollzogene Taufe Christi und sagt das Ende der tausendjährigen Gefangenschaft Satans voraus. Dieser würde die Menschen zur Sünde verführen, als Folge wäre die Strafe Gottes zu erwarten. Mönche würden ihr Kloster im Stich lassen, Priester ihre Kirche, Familienmitglieder würden sich gegeneinander wenden und schon fiele das ganze Königreich an die Muslime. Mit der zweiten Prophezeiung begründet Hovhannes eine weitere Sonnenfinsternis, nachdem König Gagik, Katholikos Petros Getadarz (Petros I., 1019–1058, der Pahlawuni-Dynastie) und weitere Adlige ratsuchend an ihn herangetreten waren. Wiederum seien der Satan und unter den Menschen Sünde und Schisma zu erwarten. Bald danach würden die Seldschuken einfallen. Anders als sonst bei mittelalterlichen apokalyptischen Szenarien tritt kein christlicher König auf, der die Ungläubigen besiegt, um vorbildhaft die Gläubigen zu einen und standhaft gegenüber den drohenden Katastrophen werden zu lassen. Stattdessen soll den Gläubigen die Vergänglichkeit ihres Daseins vor Augen geführt werden.
Im Vorwort zum dritten Kapitel bekennt Matthias seine Schwierigkeiten, das historische Material zu ordnen, er sei kein Gelehrter und beherrsche keinen gepflegten Sprachstil. Nachdem er einen geeigneteren Autor zur Fertigstellung seines Werkes suchte, aber nicht fand, erkennt er Gottes Fügung, die ihn dazu drängt, sein Werk doch selbst zu vollenden. Also macht er sich in Kapitel 3 nochmals an die Arbeit und beschreibt die Anwesenheit Balduins in Edessa und der anderen Kreuzfahrer in Antiochia einschließlich Gottfrieds von Bouillon in Jerusalem. Häufig erwähnt er die religiösen Gegensätze zwischen den Kreuzfahrern und den einheimischen Christen. In seiner uneindeutigen Haltung gegenüber den Kreuzfahrern lässt er sie in ihrem Kampf gegen die Muslime heldenhaft erscheinen und zugleich gierig wegen ihrer Landnahmen. Das Kapitel endet in den 1120er Jahren mit dem Aufstieg des Bagratiden-Königs Dawit, dem es gelang, die Seldschuken zu vertreiben und die armenischen Fürstentümer unter georgische Vorherrschaft zu stellen. Das dritte Kapitel endet im armenischen Kirchenjahr 577 (entspricht 1128/1129 n. Chr.) ohne abschließende Vision. Matthias hat nicht mehr prophezeit, ob er die endzeitlichen christlichen Erlöser in Gestalt der Bagratiden, Byzantiner oder der abendländischen Kreuzfahrer erkennen möchte. Insgesamt ergibt sich ein zwar parteiisches, aber dennoch facettenreiches Bild vom Alltag der mittelalterlichen armenischen Bevölkerung, die als Minderheit unter türkischer Herrschaft lebte.

## Manuskripte
In Bibliothekskatalogen werden 42 bekannte Manuskripte gelistet, davon sind sieben nur als Fragment erhalten. Das älteste, in das Jahr 1323 datierte Fragment (Nummer 430) besitzt das Kloster Bzommar im Libanon. Die älteste vollständig überlieferte Abschrift stammt aus den 1590er Jahren und wird unter der Nummer 887 in der Klosterbibliothek der Mechitaristen auf der Insel San Lazzaro degli Armeni nahe Venedig aufbewahrt. Ein großer Teil der übrigen Manuskripte, die mehrheitlich im 17. Jahrhundert und noch im 18. und 19. Jahrhundert kopiert wurden, befindet sich im Matenadaran in Jerewan (davon lagerten sechs zuvor in der Bibliothek des Patriarchats in Etschmiadsin). Die übrigen sind unter anderem auf die Bibliothek des Armenischen Patriarchats von Jerusalem (drei Manuskripte), die Bibliothèque nationale in Paris (drei Manuskripte), die Bodleian Library in Oxford, das British Museum in London, das Armenische Hospiz in Rom und die Bibliothek der Mechitaristen in Wien verteilt.
Zwischen den Kopien des 17. Jahrhunderts gibt es inhaltliche Unterschiede: Besonders deutlich weicht das 1699 kopierte Manuskript 449 in Bzommar an mehreren Stellen von allen anderen Texten ab. Wo dieses Manuskript kopiert wurde, ist nicht bekannt. Ein später angefügtes Kolophon vermerkt lediglich, dass es 1787 in Livorno auftauchte. Ungewöhnlich ist der lange Vorspann von Texten, deren Urheberschaft mehreren anderen gelehrten Mönchen (Wardapets) zugeordnet wird. Der Vergleich der Manuskripte wird erschwert, weil bei den meisten kein Zusatz (Kolophon) vorhanden ist, der über den Kopisten und den Herstellungsort informiert. Die nahezu vollständig erhaltenen Manuskripte sind mehrheitlich zusammen mit dem Geschichtswerk „Leben des Nerses“ des Chronisten Mesrop (von Wajoz Dsor) aus dem 10. Jahrhundert überliefert. Katholikos Nerses sah im 4. Jahrhundert die Trennung der byzantinischen von der armenischen Kirche voraus. Über diese Prophezeiung berichtet Matthias als stattgehabtes geschichtliches Ereignis. Manchen Manuskripten ist der letzte Abschnitt aus dem „Leben des Nerses“ vorangestellt, so dass beide Texte in einem sinnvollen Zusammenhang stehen. Im Bzommar-Manuskript (449) beginnt der Auszug aus dem „Leben des Nerses“ nach dem Vorspann ab fol. 70r. Hier ist an der Seitengestaltung nicht erkennbar, wo der Kopist das Ende des Nerses-Textes und den Beginn der Chronik sah.
Das am vollständigsten erhaltene Manuskript wird im Matanadaran unter der Nummer 1896 gelistet. Es wurde 1689 im Kloster Amrdolu in Bitlis kopiert. Dies geht aus einem langen Kolophon hervor, in welchem der Kopist Yakob Erez als Autor einen Matthias angibt, der es im Auftrag des „großen armenischen Prinzen Vasil“ verfasst habe. Welche historische Person sich hinter dem Namen Vasil verbirgt, ist unklar. Dem Anfang geht ein einseitiger Auszug aus dem „Leben des Nerses“ voraus.

## Ausgaben und Übersetzungen
Ein Teil der Chronik wurde erstmals 1850 in der französischen Übersetzung durch Edouard Dulaurier (1807–1881) veröffentlicht. Dulaurier stand ein Manuskript aus Venedig zur Verfügung, welches die Jahre 1096 bis 1162 beinhaltete. 1858 veröffentlichte Dulaurier eine französische Übersetzung des gesamten Textes, der auf zwei Manuskripten der Pariser Nationalbibliothek basierte. Die erste armenische Ausgabe des gesamten Textes erschien 1869. Ihr lagen drei Manuskripte der Bibliothek des Armenischen Patriarchats von Jerusalem zugrunde. Diese Veröffentlichung diente als Vergleich für die 1898 in Wagharschapat von Mambrē Mēlik’-Adamean und Nersēs Tēr Mik’ayēlean abgefasste und bis heute gültige armenische Standardedition. Sie verwendete die sechs damals in Wagharschapat aufbewahrten Manuskripte und zitiert Abweichungen der Jerusalemer Ausgabe in den Fußnoten. Die Wagharschapat-Edition gab Hratch Bartikian 1973 als Neuauflage zusammen mit einer Übersetzung in modernem Armenisch, jedoch ohne Kommentar heraus. In Ankara erschien 1962 von H. D. Andreasyan eine türkische Übersetzung, die auf der französischen Übersetzung von Dulaurier basiert.
Die einzige englische Übersetzung leistete Ara Edmond Dostourian. Ihr liegt die armenische Ausgabe von 1898 zugrunde. Für keine Veröffentlichung wurden andere als die in Armenien und Jerusalem aufbewahrten Manuskripte herangezogen, mit Ausnahme des von Dulaurier verwendeten Pariser Manuskripts.